# Saint-Maigrin
Saint-Maigrin és un municipi francès situat al departament del Charente Marítim i a la regió de la Nova Aquitània. L'any 2007 tenia 553 habitants.

## Demografia

### Població
El 2007 la població de fet de Saint-Maigrin era de 553 persones. Hi havia 216 famílies de les quals 52 eren unipersonals (28 homes vivint sols i 24 dones vivint soles), 84 parelles sense fills, 64 parelles amb fills i 16 famílies monoparentals amb fills.
La població ha evolucionat segons el següent gràfic:
Habitants censats

### Habitatges
El 2007 hi havia 255 habitatges, 224 eren l'habitatge principal de la família, 6 eren segones residències i 25 estaven desocupats. 245 eren cases i 7 eren apartaments. Dels 224 habitatges principals, 170 estaven ocupats pels seus propietaris, 46 estaven llogats i ocupats pels llogaters i 8 estaven cedits a títol gratuït; 2 tenien una cambra, 10 en tenien dues, 18 en tenien tres, 50 en tenien quatre i 144 en tenien cinc o més. 212 habitatges disposaven pel capbaix d'una plaça de pàrquing. A 116 habitatges hi havia un automòbil i a 99 n'hi havia dos o més.

### Piràmide de població
La piràmide de població per edats i sexe el 2009 era:
| Homes | Edats   | Dones |
| ----- | ------- | ----- |
| 0     | 95 o +  | 0     |
| 4     | 90 a 94 | 0     |
| 4     | 85 a 89 | 4     |
| 0     | 80 a 84 | 20    |
| 8     | 75 a 79 | 16    |
| 24    | 70 a 74 | 4     |
| 16    | 65 a 69 | 16    |
| 24    | 60 a 64 | 28    |
| 8     | 55 a 59 | 8     |
| 20    | 50 a 54 | 16    |
| 4     | 45 a 49 | 8     |
| 12    | 40 a 44 | 8     |
| 28    | 35 a 39 | 24    |
| 32    | 30 a 34 | 24    |
| 28    | 25 a 29 | 12    |
| 0     | 20 a 24 | 12    |
| 4     | 15 a 19 | 32    |
| 24    | 10 a 14 | 12    |
| 16    | 5 a 9   | 24    |
| 8     | 0 a 4   | 16    |

## Economia
El 2007 la població en edat de treballar era de 334 persones, 239 eren actives i 95 eren inactives. De les 239 persones actives 223 estaven ocupades (120 homes i 103 dones) i 16 estaven aturades (9 homes i 7 dones). De les 95 persones inactives 37 estaven jubilades, 17 estaven estudiant i 41 estaven classificades com a «altres inactius».

### Ingressos
El 2009 a Saint-Maigrin hi havia 227 unitats fiscals que integraven 536 persones, la mediana anual d'ingressos fiscals per persona era de 15.692 €.

### Activitats econòmiques
Dels 23 establiments que hi havia el 2007, 4 eren d'empreses de fabricació d'altres productes industrials, 5 d'empreses de construcció, 6 d'empreses de comerç i reparació d'automòbils, 1 d'una empresa de transport, 3 d'empreses de serveis, 3 d'entitats de l'administració pública i 1 d'una empresa classificada com a «altres activitats de serveis».
Dels 7 establiments de servei als particulars que hi havia el 2009, 1 era una oficina de correu, 1 taller de reparació d'automòbils i de material agrícola, 2 paletes, 2 fusteries i 1 lampisteria.
L'únic establiment comercial que hi havia el 2009 era una botiga de menys de 120 m².
L'any 2000 a Saint-Maigrin hi havia 31 explotacions agrícoles que ocupaven un total de 920 hectàrees.

## Equipaments sanitaris i escolars
El 2009 hi havia una escola elemental integrada dins d'un grup escolar amb les comunes properes formant una escola dispersa.

## Poblacions més properes
El següent diagrama mostra les poblacions més properes.